# FF DIN
FF DIN est une police de caractères sans empattements dessinée en 1995 par Albert-Jan Pool pour la fonderie FontShop International. Il s'agit d'une modernisation du DIN 1451 allemand.
FF DIN est une des vingt-trois polices de caractères digitales acquises par le Museum of Modern Art en janvier 2011 pour sa collection Architecture et Design.